# Indigofera auricoma
Indigofera auricoma är en ärtväxtart som beskrevs av Ernst Meyer. Indigofera auricoma ingår i släktet indigosläktet, och familjen ärtväxter. Inga underarter finns listade i Catalogue of Life.